# A. L. Snijders

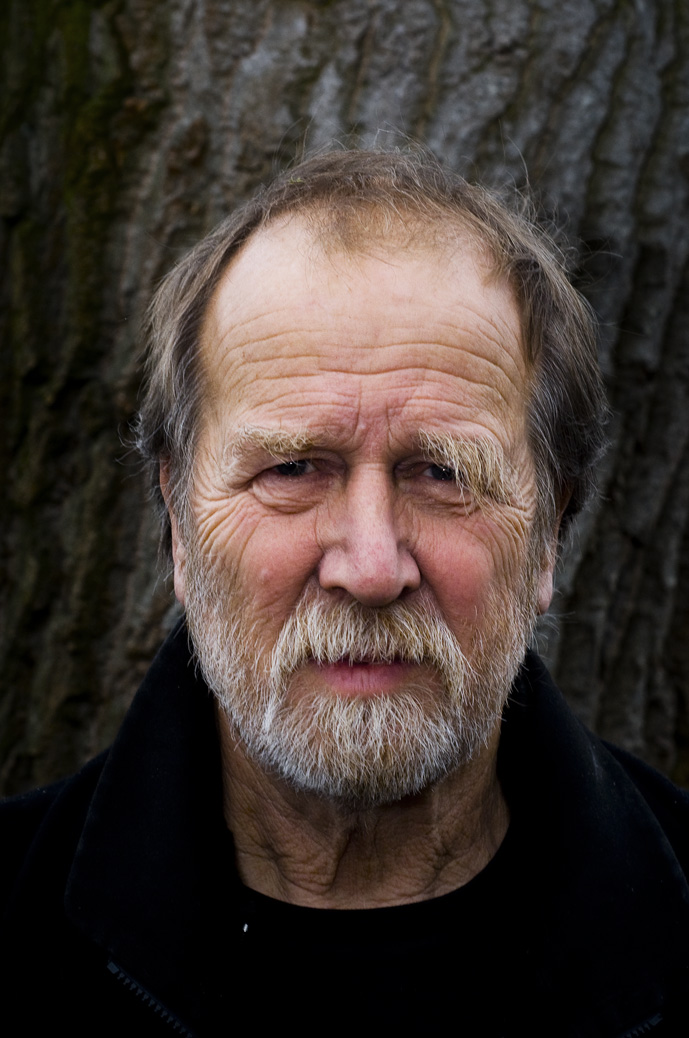
A. L. Snijders (2008)

A. L. Snijders (Geburtsname: Peter Cornelis Müller; * 24. September 1937 in Amsterdam; † 7. Juni 2021 in Klein Dochteren bei Lochem) war ein niederländischer Lehrer, Kolumnist und Schriftsteller, der unter anderem 2010 mit dem Constantijn-Huygens-Preis ausgezeichnet wurde.

## Leben
Snijders absolvierte nach dem Schulbesuch ein Studium der Niederländischen Sprache an der Universität von Amsterdam und war anschließend zwischen 1965 und 1998 als Lehrer an verschiedenen Mittelschulen tätig. Nachdem er 1971 nach Klein Dochteren bei Lochem verzogen war, hielt er auch Vorlesungen an der dortigen Polizeischule De Cloese und arbeitete regelmäßig bei De Avonden mit, einem Programm der öffentlich-rechtlichen Rundfunkanstalt VPRO.
Neben seiner Lehrertätigkeit begann Snijders Anfang der 1990er Jahre auch seine schriftstellerische Tätigkeit und veröffentlichte mit Ik leef aan de rand van de wereld (1992) sein erstes Buch.
Seit 2000 verfasste er seine Kurzmitteilungen ZKV (Zeer korte verhalen), die er an Freunde und Bekannte versandte, und die von Paul Abels im Verlag AFdH als Sammelband unter dem Titel Belangrijk is dat ik niet aan lezers denk (2006) mit einem Vorwort von Tommy Wieringa herausgegeben wurden.

## Veröffentlichungen
- Ik leef aan de rand van de wereld, 1992
- Het kalme glijden van de boot naar de waterval, 1992
- De taal is een hond (Berichten aan een hoofdredacteur), 1993
- De incunabel, 1994
- Ik ben de vreemdeling die naar de herfst moet gaan: over woorden, dichtregels en boeken, Kolumnen, 1997
- Niets is zo mooi als nutteloze kennis, 1998
- Lood: zkv 2003, 2002
- Belangrijk is dat ik niet aan lezers denk, 2006
- Heimelijke vreugde, 2007
- Zomerboek 2008
- Bordeaux met ijs, 2008
- De Mol, 2008
- Een handige dromer, 2009
- Vijf bijlen, 2010
- Opmerkingen, 2010
- Broer, 2010
- Paard, 2010
- Een handige dromer. Een keuze uit de zkv's 2009–2010, 2010
- Voordeel schutter: columns en brieven, 2011
- Danslessen voor gevorderden, Mitautor Willem Snitker, 2011
- De incunabel, 2011
- De geur van carbolineum: boerenschuren op erf en land, Mitautor Lyde de Graaf, 2011
- Brandnetels & verkeersborden: 194 zkv's, 2012
- Ruim water: columns en brieven, 2012
- Dode kat, 2012
- Wapenbroeders: 131 zkv's, 2013
- Kuikens: 3 zkv's, 2013
- De hartslag van de aarde: dertien zkv's over muziek en stilte, 2013
- Paspoort: zeer kort verhaal, 2014
- WFH, 2014
- De libelleman, 2015
- De schrijfmachine van mijn grootvader, 2016 (Verlag De GeitenPers)
- Het oog van de naald, 2018
- Doelloos kijken, 2019
- Tat Tvam Asi, 2021